# タメ口
タメ口（タメぐち）とは、相手を対等として扱った話し方である。
親しい人同士での話し方。これを指す名称は学者間でも定まっておらず、ため口の類語がその隙を埋めてきた。特に年長者に対して対等の話し方をすることだと、ある辞書には掲載されているが、実際のある調査では仲間同士の言葉だという認識が過半数を占めている。対して例えば日本語の敬語は、相手と距離を保つための言葉でもあるため、敬語以外によって親しさを表現する必要がある。「ため」は1960年代に不良少年が使いはじめ広まっていった。
2008年の調査では、400名以上の10代から60代までの人々で、それぞれの世代で過半数は「ため口」の意味は仲間内での言葉遣いを指していると認識しており、次の多数は、50代までの人々は、年上が年下に話す際の普通の言葉だと認識していた。2010年代には企業の採用担当者は、目上の者に対するタメ口が当たり前になってしまったと述べた。

## 背景・起源
「ため」の語は、サイコロ賭博で「同目（ゾロ目）」を意味した。
待遇表現において、敬体の「ですます」調は丁寧語とすることができるが、2008年においても「だ・である」という常体については、普通/通常語、「くだけた言い方」など学者でも様々に呼んでおり呼称が定まっていない。例えば、戦後にはじめて敬語について再考した国語審議会の1952年の答申「これからの敬語」においては、『親愛体としての「だ」調』と表現された。その現状において、「ため口」はこの確たる名称の空きを埋める一定の役割を果たしたともいえ、社会での使用も定着してきた。その背景には、戦後に未知の人と「ですます」調で話すようになったことが挙げられ、これを区別する必要が出てきた。江戸時代の庶民同士では「だ」で話した。第二次世界大戦まもなくまで、江戸時代の封建社会的な身分制度の名残で身分によって言葉の差が大きく、魚屋や八百屋は「安いよ！」と言うことが多かったものだが、言葉の丁寧化が進み、高級店並みの言葉遣いで話す場面もみられるようになり、従来「だ」で話すことも多かった労務系の道路工事、タクシーの運転手、宅配業者などでも丁寧に話すことが増えた。

## タメ口の例
ですます調を用いず、〜だ、〜だね、〜だよ、などの常体を用いる。相手の名前を呼ぶ時にも、〜さん、〜様、〜殿、先輩、先生、部長（役職名）などの敬称を用いず、名前をそのまま呼び捨てにするか、〜君、〜ちゃん付けにしたり、あだ名や「お前」あるいは「あんた」「君（きみ）」などと呼ぶ。

### ッス
1990年代には職場で、ありがとうございます、の意味を持つ、あざっすのような短縮語が用いられるようになった。これは丁寧語の「です」「ます」が、「す」へと一本化されて単純化したとみなせる。食べます、行きますは、食べるっす、行くっすとなる。身内や友人から、年の近い先輩、親しい目上の人にまで使われる。敬語では親しみがなくなるがために、少し改まった雰囲気を表現しているという。一方、これらを使用する同世代でもこのような「す」には良い印象を持たず使わないという意見もある。
専門的に見れば、敬語とタメ語の間の段階であり、ポライトネスの理論におけるポジティブ・ポライトネス（親しみを込めた礼儀）として機能している。
一般に後輩口調とも呼ばれているが、井上史雄によればこれは中間段階の「ですます」丁寧語に代わる俗語的な「ッス」であり、常体に属する中間敬語で、改まった場面には適さないという。